# Konsul Olssons plats

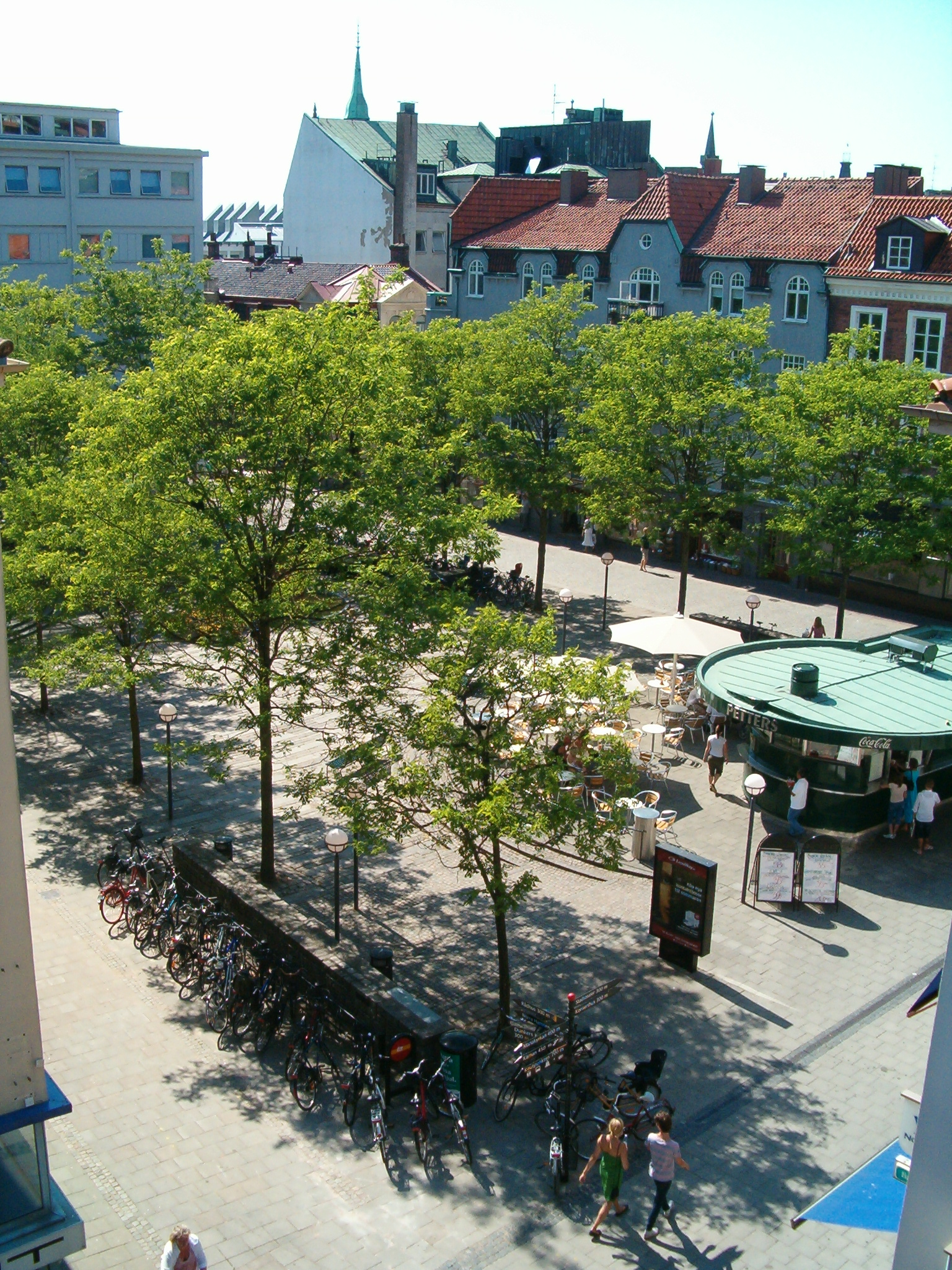
Konsul Olssons plats, sett från Magnus Stenbocksgallerians tak.

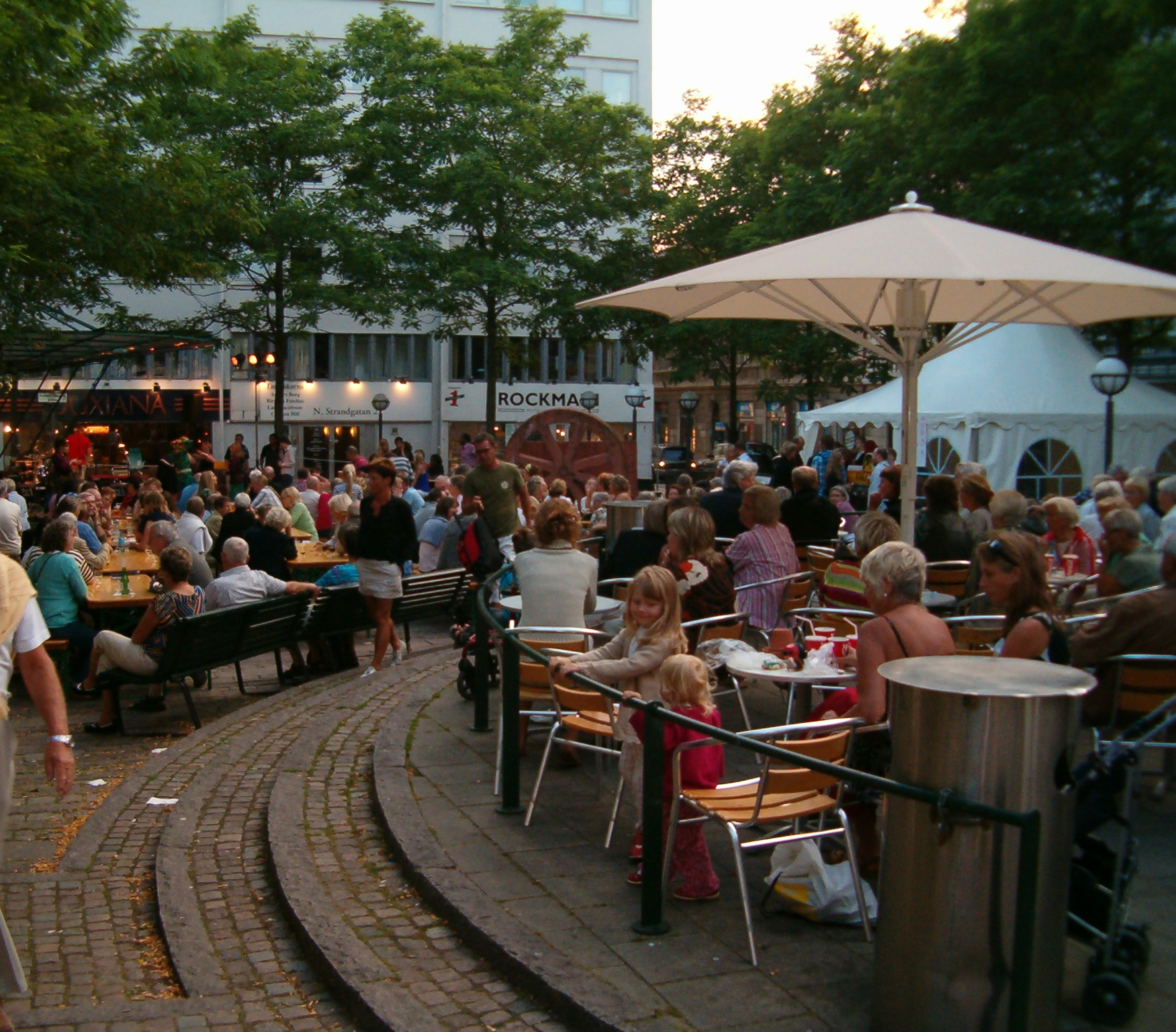
Utomhuskonsert.

Konsul Olsson plats är ett torg i centrala Helsingborg, i anknytning till gågatan Kullagatan, utformat av Bruno Östholm. Det är namngivet efter konsul Petter Olsson, som hade en stor påverkan på Helsingborgs industriella utveckling under slutet av 1800-talet.

## Utformning och arkitektur
Torget ramas in av en trädplantering och avgränsas på sina platser av en midjehög stenmur. Murarna innesluter särskilt platsens västra del, medan den östra delen är öppnare mot Kullagatan och Hästmöllegränd. En del av murarna hyser bänkar på sin södra sida. I platsens sydvästra hörn finns en mindre, upphöjd utomhusscen, täckt av ett utspänt solfjäderformat glastak. Mot Kullagatan i öster finns en kioskbyggnad som inhyser ett gatukök, numera känt som Petters, ritad av Bengt Blasberg och Henrik Jais-Nielsen. Platsen sluttar något åt väster, vilket vid kiosken tas tillvara genom en rund terrassering som bildar platsen för gatukökets uteservering med en mindre trappavsats ner mot torgytan. Markbeklädnaden vid gatuköket utgörs av betongplattor av samma typ som gågatan, medan den nedre platsens markyta är belagd med en variationsrik stenbeklädnad av växelvis smågatsten och större stenplattor.
Platsen är väldigt urbant beläget med bebyggelse som sluter om hela torget. Längs tre av torgets fasader dominerar en tidig modernism i Helsingborg: den södra fasaden av ett bostadshus uppfört 1935-36, ritat av arkitekt Alfred Arvidson och de västra och östra fasaderna av respektive HD-huset (byggt 1929-30) och EPA-huset (byggt 1930-31), båda ritade av Gustav W. Widmark. HD-huset uppvisar en djärvare funktionalistisk fasad, även om den numera blivit förvanskad av renovering, medan EPA-huset har en återhållsammare modernistisk arkitektur, anpassad för den äldre stadsbebyggelsen. Platsens norra fasad visar upp byggnader av något högre ålder, särskilt fastigheten i platsens nordöstra sida, som uppfördes 1874, medan fastigheten till väster om denna uppfördes 1914.

### Konstverk
I torgets nordvästra hörn står konstverket Hjulet av Lars Trollberg, till minne av konsul Olssons livsgärning. Konstverket består av en mindre damm med ett stort hjul ovanför som bärs upp av en grov monolit. På monoliten finns reliefer och ristningar som beskriver Petter Olssons betydelse för staden Helsingborg.

## Torgliv
Då Konsul Olssons plats är belägen vid handelsgatan Kullagatan, en av Helsingborgs mest befolkade gator, är platsen också en av de mer använda i staden. Gatuköket Petters har en stor påverkan på torglivet, särskilt under de tider av året då uteserveringen är på plats, men även vid andra perioder genom att serveringen får personer att uppehålla sig längre på platsen. Även utomhusscenen bidrar till ett aktivt torgliv på platsen då det ofta förekommer olika evenemang i anknytning till denna. Jazzklubben i Helsingborg håller till exempel regelbundet konserter vid scenen. Platsen ingår ofta i Helsingborgsfestivalens område och används då för det mesta som en intim musikscen för mindre framträdanden och under julskyltningen sker ett antal aktiviteter på platsen. Under julen pryds även platsen av en mindre och ofta lite alternativt utformad julgran.

## Historik
Platsen tillkom 1907 som Kullaplatsen efter att man 1899 hade rivit det så kallade fattighuset med den tillhörande Hospitalskyrkan som legat på tomten. Fattighuset hade legat på platsen sedan 1700-talet och flyttades istället till den nya Fattigvårds- och arbetsinrättningen invid lasarettet. Kullaplatsen kom dock länge att benämnas "Fattighustomten" i folkmun. Vid skapandet av platsen färdigställdes en syrenplantering som ett provisorium, då det ursprungligen var meningen att det här skulle ligga en saluhall, men då denna istället byggdes på Sundstorget, användes torget helt som rekreation för stadens borgare. Senare döptes torget om till Konsul Olssons plats för att hedra konsul Petter Olsson och dennes betydelse för Helsingborg. År 1994 byggdes platsen om efter ritningar av Bruno Östholm, då den fick sitt nuvarande utseende.